# 小島基頼
小島 基頼（こじま もとより、生年不詳 - 天正13年（1585年））は、戦国時代の武将。左兵衛佐。本来の姉小路氏一族であり、三木姉小路氏の一族。正室は妙姫。姉小路頼綱の五男。母は斎藤道三の娘と推測される。

## 生涯
本来の姉小路氏の小島氏当主である小島時光は、三木氏が姉小路氏を継承した頃、三木氏と同盟を結んだ。
時光は更なる絆を深める為、姉小路頼綱（三木氏）の息子であった基頼を自身の一人娘である妙姫の婿養子とし、時光は三木姉小路氏の親族衆となった。
京で本能寺の変が起こり、天下の情勢が不安定になった。この機会を利用せんとした北飛騨の江馬輝盛は、勢力拡大の為に小島氏の居城の小島城を夜襲した。だが小島時光と元頼は激しく応戦し、攻城戦に勝利した。
姉小路頼綱は自ら軍を率いて小島氏と合流し、江馬氏と戦った。八日町の戦いにおいて江馬輝盛は敗死した。小島時光と基頼は援軍である三木姉小路軍と共に江馬氏領土に攻め入り、滅亡させた。江馬氏滅亡後、三木姉小路氏は鍋山顕綱や広瀬氏や牛丸氏などの在地勢力を追討し、飛騨国を統一した。
その直後、羽柴秀吉が起こした富山の役に際し、姉小路氏は羽柴氏と敵対することになり、飛騨征伐の命を受けた金森長近が飛騨に侵入した。小島氏も姉小路方として抵抗するが、籠城した小島城を攻め落とされた。この落城以降、小島氏は史料に現れないため、養父や基頼ら共々、小島一族は討死したと推測される。

## 人物
- 本来の姉小路氏一族である小島時光の、一人娘の婿養子となった。
- 養子入り後も三木氏の「頼」字を使用している。

## 系譜
- 父：姉小路頼綱（1540-1587）
- 母：姉小路頼綱正室 - 斎藤道三の娘
- 正室：妙姫 - 小島時光の娘